# Renegade Kid
Renegade Kid fue una empresa desarrolladora de videojuegos fundada a principios de 2007 por los veteranos en la industria Jools Watsham y Gregg Hargrove, ambos tienen alrededor de 14 años de experiencia en el sector de los videojuegos y han contribuido en la creación de unos 20 juegos. Mayormente son conocidos por el videojuego de Nintendo DS: Dementium: The Ward, por la secuela del anterior juego, Dementium II, y en menor medida por el videojuego Moon. El 29 de agosto de 2016, se anunció el cierre de Renegade Kid, la cual pasaría a ser reemplazada por dos nuevos estudios: Atooi (posee todos las IP 2D de Renegade Kid, como Mutant Mudds) e Infitizmo (posee todas las IP 3D de Renegade Kid, como Dementium).

## Juegos

### Nintendo DS
- Dementium: The Ward
- Moon
- Dementium II
- ATV Wild Ride

### Nintendo 3DS
- Face Racers: Photo Finish
- Mutant Mudds
- Bomb  Monkey
- Planet Crashers
- ATV Wild Ride 3D
- Mutant Mudds Deluxe
- Moon Chronicles
- Xeodrifter
- Dementium Remastered
- Mutant Mudds Super Challenge
- Treasurenauts
- Sonic Mania (desconocido)

### Wii
- Son of the Dragon (cancelado)

### Wii U
- Mutant Mudds Deluxe
- Mutant Mudds Super Challenge